# Erwin Mortier
Erwin Mortier (1965) és un escriptor belga que escriu en neerlandès.
Mortier va néixer a Nevele, el 28 de novembre del 1965 i créixer al poble veï de Hansbeke a la província de Flandes Oriental. Va estudiar història de l'art i assistència pisquiàtrica. Viu amb el realitzador de ràdio i televisió Lieven Vandenhaute. De 1991 a 1999 treballava com a assistent científic al Museu Dr. Guislain a Gant, un museu dedicat a la història de la psiquiatria. Mentrestant publicava en diverses revistes literàries neerlandesos. Des del 1999 va treure's com escriptor a temps complet. El 2005 va ser nomenat poeta de la ciutat (stadsdichter) de Gant per dos anys. Els poemes que escriví en aquest període van publicar-se com a Stadsgedichten (poemes de la ciutat) el 2007. La seva prosa es destaca pel desenvolupament ben estructurat de la línia del relat i pel seu ús estètic de la llengua. També publica assaigs i columnes al diari De Morgen.

## Obres
- Marcel (1999) (Premi Seghers, Premi Gouden Ezelsoor i Premi C.W. van der Hoogt)
- Mijn tweede huid (2000)
- Vergeten licht (2000)
- Sluitertijd (2002)
- Vergeten licht (2002) (Premi C. Buddingh', 2002)
- Alle dagen samen (2004)
- Sluitertijd (2004)
- Uit één vinger valt men niet (2005)
- Avonden op het landgoed (2007)
- Godenslaap (2008), premi AKO de la literatura neerlandesa l'any 2009,[3] traduït en castellà Quando los dioses duermen[4]
- Voor de stad en de wereld (2009)
- Afscheid van Congo (2010)
- Een ontsnappingskunstenaar (2010)